# Batu Apoi Forest Reserve
Batu Apoi Forest Reserve (pl. Rezerwat Leśny Batu Apoi) – leśny obszar chroniony położony w mukimie Batu Apoi w dystrykcie Temburong we wschodnim Brunei. Część obszaru stanowi Park Narodowy Ulu Temburong.
Wysokość na której znajduje się obszar wynosi od niewiele ponad poziom morza do 2000 m n.p.m.. Roczne opady wynoszą około 4500 mm, przy czym ich sezonowość nie jest zaznaczona. Obszar cechuje się łupkową litologią znaną jako Setap Shale lub Temburong Formation. Charakterystyczne są tu również V-kształtne doliny rzeczne i mieszane dipterocarpusowe lasy deszczowe. Badania wykazały występowanie w tutejszych lasach 261 gatunków naziemnych roślin zielnych należących do 26 rodzin okrytonasiennych i 14 rodzin paprotników. Bioróżnorodność drzew tworzących tutejsze lasy nizinne należy do największych jaka została zmierzona. Niektóre ich okazy należą do najwyższych na świecie drzew rosnących w lasach deszczowych.
Na terenie tym znajduje się Kuala Belalong Field Study Centre, placówka badawcza Universiti Brunei Darussalam.
W ramach międzynarodowego programu Heart of Borneo planowane jest przekształcenie Batu Apoi Forest Reserve w obszar ochrony ścisłej: Batu Apoi National Park.